# Литвиненко, Иван Дмитриевич
Иван Дмитриевич Литвиненко (8 сентября 1923 ― 28 июля 2003) ― советский и российский общественный деятель, полковник военной службы, участник Великой Отечественной войны, почётный гражданин города Арзамаса (1990).

## Биография
Родился 8 сентября 1923 года в селе Панивановка Семёновского района Полтавской области в Украинской ССР в крестьянской семье. В 1941 году завершив обучение в школе, с началом Великой Отечественной войны, был призван в Красную армию защищать Отечество. 17-летним солдатом он бился на передовой защищая город Харьков. Позже поступил в Сталинградское военное училище на отделение радистов-танкистов, обучение в котором закончил в 1942 году.
В годы Великой Отечественной войны воевал на Брянском, Центральном, 1-м Белорусском фронтах. Участник Курской битвы, форсирования Днепра, освобождения Украины, Белоруссии, Варшавы и штурма Берлина. В боях получил ранение.
В 1954 году в звании майора был переведён в город Горький, стал работать в системе местных органов управления военными комиссариатами. С 1959 года назначен и работал военным комиссаром в городе Шахунья. С 1962 по 1972 годы был военным комиссаром города Арзамаса. В запас вышел в звании полковник.
В 1978 году на основании решения государственных органов был учреждён пост у Вечного огня, возглавить его предложили И. Д. Литвиненко. Эта работа захватила его целиком, он с головой ушёл в организацию Поста № 1. Важным в этой работе Литвиненко считал воспитание и сохранение у детей памяти о Великой Отечественной войне, о солдатах, погибших в боях за освобождение Родины. Был активным общественным деятелем, членом совета ветеранов города. 
Решение Арзамасского городского Совета от 4 мая 1990 года удостоен звания "Почётный гражданин города Арзамас". 
Проживал в городе Арзамасе. Умер 28 июля 2003 года. Похоронен на Троицком кладбище.

## Награды и звания
- два ордена Отечественной войны I степени
- Орден Отечественной войны II степени
- два ордена Красной Звезды
- Медаль «За освобождение Варшавы»
- Медаль «За взятие Берлина»
- медаль «За отвагу»
- Медаль «За боевые заслуги»
- Медаль «За победу над Германией в Великой Отечественной войне 1941—1945 гг.»
- другими медалями
- Почётный гражданин города Арзамаса (04.05.1990)